# Rio Preguiças
Rio Preguiças är ett vattendrag i Brasilien.   Det ligger i delstaten Maranhão, i den nordöstra delen av landet, 1 500 km norr om huvudstaden Brasília.
Omgivningarna runt Rio Preguiças är huvudsakligen savann. Runt Rio Preguiças är det glesbefolkat, med 14 invånare per kvadratkilometer.